# ¡Biba la banda!
¡Biba la banda! és una pel·lícula espanyola en clau de comèdia ambientada en la guerra civil espanyola, dirigida el 1987 per Ricardo Palacios. Va ser doblada en valencià.

## Argument
En plena guerra civil els músics d'una banda de música militar de l'exèrcit franquista estan preparant el seu pròxim concert. Un d'ells, Agustín, rep una carta de la seva xicota on li diu que tenen dificultats amb la collita d'arròs. Com que el tinent Urquiza no li concedeix el permís per anar-hi, decideix escapar-se. El tinent envia dos companys seus per fer-lo tornar, però al final es queden amb ell. El sergent Pérez, que el va a buscar, també es queda amb ells.

## Repartiment
- Alfredo Landa - Sergent Pérez
- Pepe Sancho - Agustín
- Mario Pardo - Tinent Urquiza
- Óscar Ladoire - Tinent Campos
- Fiorella Faltoyano - Encarna
- Antonio Ferrandis - Comandant Bonafé